# Dimetindene
Dimetindene là thuốc kháng histamine / anticholinergic. Nó là một chất đối kháng chọn lọc thế hệ đầu tiên . Dimetindene là một chất đối kháng H1 thế hệ đầu tiên không điển hình vì nó chỉ tối thiểu  đi qua hàng rào máu não.
Dimetindene cũng là một chất đối kháng thụ thể M2.
Nó được cấp bằng sáng chế vào năm 1958 và được đưa vào sử dụng y tế vào năm 1960.

## Sử dụng y tế
Dimetindene được sử dụng bằng đường uống và tại chỗ như một thuốc chống ngứa. Nó được sử dụng tại chỗ để điều trị kích ứng da, chẳng hạn như vết côn trùng cắn. Dimetindene cũng được dùng bằng đường uống để điều trị dị ứng, chẳng hạn như viêm mũi dị ứng.
Nó thường được điều chế dưới dạng muối axit maleic, malethe dimethindene.

## Tên gọi
Nó được bán dưới tên thương hiệu Fenistil cùng với những tên khác.